# اگزالوسوکسینیک اسید
اگزالوسوکسینیک اسید (به انگلیسی: Oxalosuccinic acid) یک کتواسید است. این ترکیب شیمیایی با شناسه پاب‌کم ۹۷۲ و جرم مولی آن ۱۹۰٫۱۰۸ g/mol می‌باشد. این ترکیب یکی از ترکیبات واسطه‌ای چرخه اسیدسیتریک است.